# Гриневич, Виктор Петрович
Ви́ктор Петро́вич Грине́вич (наст. имя и фам. — Михаи́л Григо́рьевич Ко́ган; 1874, Ростов-на-Дону — 16 октября 1942, США) — российский политический и общественный деятель.
Родился в семье крупного торговца. Окончил Ростовское реальное училище.
Член РСДРП с 1900 года, деятель профсоюзного движения. Окончил Берлинский политехникум (1901). Меньшевик.
В революцию 1905—07 гг. член Петербургского Совета. В ноябре 1905 года возглавил первое Центральное бюро Санкт-Петербургских профессиональных рабочих союзов, выступал за нейтральность профсоюзов по отношению к политическим партиям, за их организационную самостоятельность.
В Германии с 1907 по 1917 год. После Февральской революции вернулся в Россию, выступал как теоретик меньшевиков. В июне 1917 года избран председателем ВЦСПС, после Октябрьской революции в знак протеста сложил полномочия. В 1919 году покидает РСДРП. В эмиграции с февраля 1922 года.

## Книги
- Гриневич В. П. Профессиональное движение рабочих в России : Вып. 1 — 3-е изд. — М. : Красная новь, 1923. — 298 с. : табл.
- Гриневич В. Народное хозяйство Германии: Очерк развития. (1800—1924). Берлин: Научная мысль, 1924.